# Titanoboa cerrejonensis
Titanoboa cerrejonensis (титанобоа керехонська або колосальний боа з Керрехона) — викопний вид змій роду титанобоа. Судячи з будови скелета був близьким родичем удава (Boa).
Мешкав у Колумбії близько 58—60 мільйонів років тому. Викопні рештки змії були виявлені у вугільній шахті, біля містечка Керрехон. Змія була знайдена інтернаціональною командою науковців, яких очолювали Джонатан Блох (палеонтолог, Флоридський університет) і Карлос Джарамілло (палеоботанік зі Смітсонівського Університету тропічних досліджень, Панама)
Канадські та американські зоологи, виконавши порівняльний аналіз скелета, прийшли до висновку — змія могла доходити до 13 метрів завдовжки й важити більше тонни. Найбільша змія, що збереглася до нашого часу, сітчастий пітон, досягає 8,7 метра. Найменша, Барбадоська вузькорота змія, завдовжки всього 10 сантиметрів.
Оскільки змії є холоднокровними, відкриття тільки підтвердило те, що тропіки, місце проживання даної істоти, мали бути теплішими, ніж передбачалося раніше, у середньому досягаючи близько 30 °C. Теплий клімат Землі за часів боа з Керрехона дозволяв холоднокровним зміям досягати набагато більших розмірів, ніж їхні сучасні «нащадки». Палеонтологічні розкопки, що проводяться в даний час, підтверджують цю теорію.